# Canada Open 1975
Il Canada Open 1975 è stato un torneo di tennis giocato sulla terra verde. È stata la 85ª edizione del Canada Open, che fa parte del Commercial Union Assurance Grand Prix 1975 e del Women's International Grand Prix 1975. Il torneo si è giocato a Toronto in Canada dall'11 al 17 agosto 1975.

## Campioni

### Singolare maschile
Manuel Orantes ha battuto in finale  Ilie Năstase con il punteggio di 7–6, 6–0, 6–1.

### Singolare femminile
Marcie Louie ha battuto in finale  Laura duPont con il punteggio di 6–1, 4–6, 6–4.

### Doppio maschile
Cliff Drysdale /  Raymond Moore hanno battuto in finale   Jan Kodeš /  Ilie Năstase con il punteggio di 6–3, 6–2.

### Doppio femminile
Julie Anthony /  Margaret Smith Court hanno battuto in finale   Joanne Russell /  Jane Stratton con il punteggio di 6–2, 6–4.